# L'eroe della strada (film 1975)
L'eroe della strada (Hard Times) è un film del 1975, diretto dal regista Walter Hill.

## Trama
Nell'America della grande depressione, il solitario Chaney si ritrova ad assistere ad un combattimento di pugilato clandestino organizzato da Speed in una cittadina di provincia. Convinto delle proprie possibilità, Chaney nonostante non più giovane, convince Speed a fargli da manager, organizzando per lui dei combattimenti. Il primo incontro viene facilmente vinto da Chaney, che stende il suo avversario con un solo pugno. Speed intuisce l'enorme potenziale economico del suo nuovo lottatore, e decide di portare il suo protetto a New Orleans per organizzargli una sfida con un pugile soprannominato "Uovo sodo", imbattuto campione della città. Chick Gandil però è il manager del campione e chiede a Speed di mettere sul piatto almeno 3.000 dollari, altrimenti l'incontro non si farà. Per trovare la somma necessaria Speed chiede quindi un prestito di 1.000 dollari a degli strozzini, con i quali intende organizzare un incontro fra Chaney ed un pugile protetto da un altro organizzatore: Mr. Pettibon. L'incontro ancora una volta viene facilmente vinto da Chaney.
Finalmente Speed, riesce ad organizzare l'incontro fra Chaney e Uovo sodo. Al match che viene svolto in una gabbia, assistono centinaia di persone, generando un notevole volume di scommesse. Uovo sodo intuisce subito che Chaney non è un novellino, e tuttavia pur impegnandosi non riesce a mettere in difficoltà lo sfidante. Chaney mette quindi al tappeto Uovo sodo, dimostrando di essergli di gran lunga superiore. Dopo l'euforia iniziale Speed sperpera tutta la parte della sua vincita ai dadi e con gli strozzini addosso, la sua situazione si fa critica.
La vittoria di Chaney, ha fatto notizia, e ormai nessuno vuole sfidarlo, così l'unica speranza di Speed è accettare una proposta di Gandil: 5.000 dollari, in cambio della metà di Chaney. Il campione però non accetta, e Speed è nei guai. Sequestrato dagli strozzini, Gandil tiene in scacco Speed: pagherà i suoi debiti se Chaney accetterà di combattere con un campione appena giunto da Chicago. Nonostante sia riluttante Chaney si rende conto che un suo rifiuto potrebbe costare la vita a Speed, e così si presenta all'incontro. Il campione di Chicago dimostra subito di essere veloce ed esperto, ma Chaney gli tiene testa sconfiggendo alla fine, anche quest'ultimo avversario. Con Speed finalmente fuori dai guai Chaney riprende il suo viaggio solitario.